# Ay-sur-Moselle
Ay-sur-Moselle település Franciaországban, Moselle megyében. Lakosainak száma 1614 fő (2022. január 1.). Ay-sur-Moselle Bousse, Ennery, Hagondange, Mondelange, Rurange-lès-Thionville, Talange és Trémery községekkel határos.

## Népesség
A település népességének változása:
| Lakosok száma | 1114 | 1252 | 1344 | 1550 | 1481 | 1493 | 1491 | 1469 | 1517 | 1614 |
|               | 1968 | 1982 | 1990 | 2006 | 2013 | 2015 | 2017 | 2019 | 2020 | 2022 |